# 상암초등학교 묘도분교
상암초등학교 묘도분교는 대한민국 전라남도 여수시에 있는 공립 초등학교이다.

## 학교 연혁
- 1941년 5월 12일 : 중흥공립국민학교 묘도간이학교 설립인가
- 1944년 5월 16일 : 묘도국민학교로 승격
- 1970년 3월 16일 : 온동분교장 개교
- 1995년 3월 1일 : 온동분교장 통합
- 1996년 3월 1일 : 여천묘도초등학교 개칭
- 2000년 3월 1일 : 묘도초등학교로 개칭
- 2010년 2월 11일 : 제61회 졸업(총 2,746명)
- 2011년 3월 1일 : 중흥초등학교 묘도분교장
- 2012년 3월 1일 : 상암초등학교 묘도분교장 편입

## 참고 자료
- 상암초등학교묘도분교장 - 한국교육학술정보원 학교알리미